# Casa de los Tres Mundos

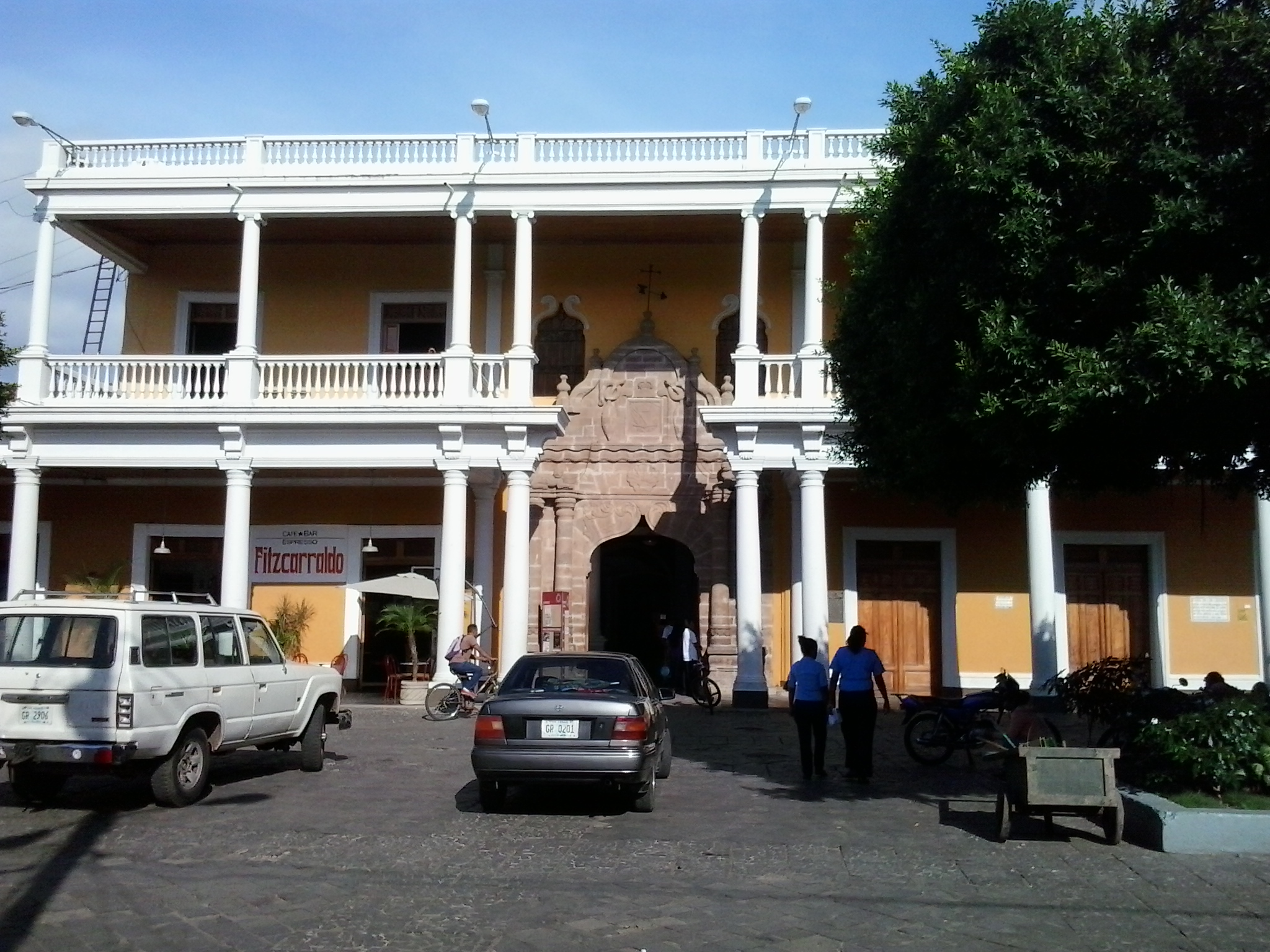
Casa de los tres mundos, Granada, Nicaragua

Casa de los Tres Mundos (Haus der drei Welten) ist ein 1988/1989 von Ernesto Cardenal und Dietmar Schönherr als Fundación Casa de Los Tres Mundos, in Granada (Nicaragua) gegründetes Kultur- und Entwicklungsprojekt in der Rechtsform einer Stiftung, die von Dieter Stadler geleitet wird.

## Ziel und Aktivitäten
Die Stiftung fördert gemäß ihren Grundsätzen „sozial akzentuierte Kulturprojekte in Nicaragua und Zentralamerika“ und vereint in sich: 
- eine integrierte Kunst- und Musikschule
- ein Veranstaltungszentrum
- ein Seminargebäude

Erklärtes Ziel der Gründer war es, nicht nur die ökonomische Entwicklung zu unterstützen, sondern durch die Förderung von Initiativen im Bereich der kulturellen Bildung die Lebensbedingungen der Menschen nachhaltig zu verbessern. Ein wichtiges Anliegen der Stiftung ist es, den Austausch zwischen den Kulturen zu fördern. 
Mit dieser Arbeit sollen die kreativen Kräfte Nicaraguas befördert und das verschüttete kulturelle Erbe wiederentdeckt werden. 
Zu den Projekten der Stiftung zählen:
- Förderung der künstlerischen und musikalische Entwicklung von Kindern und Jugendlichen mit entsprechenden Angeboten.
- Dorfentwicklungsprojekt in Malacatoya, einer Region im Gemeindegebiet von Granada, initiiert von Dieter Stadler nach den Verwüstungen durch den Hurrikans Mitch.
- Armutsbekämpfung durch Hilfe zur Selbsthilfe. 66 Prozent der Menschen von Nicaragua sind arbeitslos und 34 Prozent sind Analphabeten. 80 Prozent der nicaraguanischen Kinder leben in absoluter Armut. Sie werden daher von ihren Eltern zur Arbeit anstatt in die Schule geschickt.
- Veranstaltung von Konzerten, Ausstellungen, Lesungen, Vorträgen, Theater- und Tanzveranstaltungen.
- Durchführung von Sprachkursen, Internationalen Symposien und Festivals.
- Musik- und Malschule mit fest angestellten nicaraguanischen Lehrerinnen und Lehrern. Unterrichtet werden Kinder aus allen sozialen Schichten.
- Im Gebäude der Stiftung ist das historische Stadtarchiv von Granada untergebracht.

Die Stiftung wird unter anderem vom gemeinnützigen Verein Pan y Arte gefördert. Bis Mai 2006 hatte Schönherr den Vereinsvorsitz und blieb danach als Ehrenpräsident dem Verein verbunden. Der ehemalige Bremer Bürgermeister und Präsident des Senats Henning Scherf wurde 2006 Obmann. Dessen Gattin Luise war bereits länger Vorstandsmitglied des Vereins und mehrere Jahre als Musiklehrerin in Nicaragua tätig.
Seit 2001 leisten junge Österreicher ihren Auslandsdienst in der Casa. Weiterhin findet auch ein Austausch europäischer Musiker und Ensembles in Nicaragua und im Gegenzug von nicaraguanischen Studierenden in Europa statt.

## Das Gebäude
Die Stiftung hat ihren Sitz in einem ehemaligen Adelssitz im Kolonialstil (Casa de los Leones), dessen Geschichte bis ins 16. Jahrhundert zurück reicht. Die aufwändige Restaurierung zog sich von 1988 bis 1995. Ziel war es, das Gebäude mit originalgetreuen Materialien in der traditionellen Bauweise wiederherzustellen.
Da sich Mitte der 1990er Jahre ein zusätzlicher Raumbedarf abzeichnete, wurde im Herbst 1995 mit der Restaurierung des ehemaligen Gerichtsgebäudes von Granada begonnen. Dieses Anwesen grenzt direkt an die ehemalige Casa de los Leones. In diesem Teil sind heute die Künstlerateliers, eine Druckwerkstatt sowie die Kunstschule untergebracht. 
Der gesamte Komplex ist heute eines der architektonischen Glanzlichter Granadas.
Seit 2004 wird versucht, in der am nordwestlichen Stadtrand gelegenen Pólvora (ein ehemaliges Pulverlager) eine Musikschule einzurichten. Dies scheiterte bisher an behördlichen Hemmnissen in der Stadtverwaltung, sodass es nun zu Überlegungen zur Errichtung eines neuen Gebäudes gibt. Trotzdem findet ein Teil der Zeichenkurse in dem denkmalgeschützten Ort statt. 
Als Würdigung des Engagements von Schönherr wurde anlässlich der Feier seines 80. Geburtstags am 17. Mai 2006 der Innenhof der Casa mit einem Mosaik seines Porträts ausgestattet.

## Film
- Nicaraguas Kinder – Sehnsucht nach Kultur, Dokumentation, 40 Min., Regie: Carola Mair, Österreich, Nicaragua, 2004

## Auszeichnungen
- 1994: Würth-Preis der Jeunesses Musicales Deutschland für Casa de los Tres Mundos
- Die Fortbildungskurse an der Casa de los Tres Mundos wurden von der deutschen UNESCO-Kommission für das Jahr 2001 als offizieller deutscher Beitrag für das Internationale Jahr der Vereinten Nationen „Dialog zwischen den Kulturen“ ausgewählt.
- Im Mai 2005 nahm Dietmar Schönherr für die Arbeit von Pan y Arte in Nicaragua den "Change the World Award" des Club of Budapest entgegen.
- 2010 erhielt Dietmar Schönherr für sein Engagement in Nicaragua den Egon Ranshofen-Wertheimer Preis der Stadt Braunau am Inn.